# Nurikabe
Denna artikel handlar om pusslet norikabe, för anden, se Norikabe (folklore)

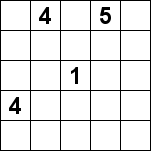
En enkel spelplan

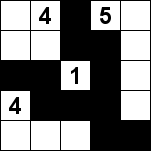
Lösningen

Nurikabe är ett logikspel som det japanska företaget Nikoli har uppkallat efter anden med samma namn. Engelska namn på detta spel är Cell Structure och Islands in the Stream. Nurikabe utvecklades av Nikoli och presenterades första gången år 1991.

## Spelplanen
Nurikabe spelas i ett vanligen rektangulärt rutnät av valfri storlek. En del av rutorna innehåller siffror. Uppgiften är att bestämma om rutorna i rutnätet skall vara svarta eller vita.
De svarta rutorna kommer att bilda själva muren. De måste vara sammanhängande – vertikalt och/eller horisontellt – genom hela spelplanen och de får ingenstans bilda block som är 2 х 2 rutor eller större.
De vita rutorna skall bilda områden som innehåller så många rutor som siffran i dem anger. Alla vita rutor måste tillhöra ett sådant område och alla vita områden skall omges av en svart mur eller gränsa till spelplanens ytterkant. De rutor som innehåller en siffra får inte färgas svarta.

## Regler
- Skapa vita områden som avgränsas av svarta murar eller spelplanens ytterkant.
- Ett vitt område får inte innehålla fler än en siffra.
- Antalet rutor i ett vitt område skall vara lika med talet i området.
- Alla vita områden skall vara skilda från varandra av en svart mur, men två vita områden får beröra varandra diagonalt.
- Rutor med siffror får inte färgas svarta.
- De svarta rutorna måste bilda en sammanhängande mur – det räcker inte med att de berör varandra diagonalt.
- Muren får inte innehålla block som är 2 х 2 rutor eller större.

## Taktik
- Nurikabe är ett typiskt "antingen eller-spel" – rutorna skall vara antingen vita eller svarta. Ett vanligt taktiskt fel är att man försöker hitta antingen de vita eller de svarta rutorna i stället för att leta efter båda.
- Om man har funnit att en ruta måste vara vit, kan man markera denna med en punkt.
- Om man har funnit att tre rutor bildar en svart vinkel, kan den kvarvarande rutan i vinkeln markeras med en punkt. Rutan kan inte vara svart, eftersom detta skulle ge ett svart block med 2 х 2 rutor.
- Om två diagonala rutor innehåller siffror, måste de tillhöra olika vita områden. De kan därför skiljas åt med svart i de rutor som inte innehåller siffror.
- Muren måste vara sammanhängande vertikalt och horisontellt – inte bara diagonalt. Om det någonstans finns en enda vit ruta som skapar detta sammanhang, måste rutan färgas svart.
- Alla vita rutor måste tillhöra ett vitt område som innehåller en siffra. Om det finns ett vitt område som inte innehåller en siffra, och bara ett sätt att ansluta detta område till ett område som innehåller en siffra, måste rutan eller rutorna längs denna anslutningsväg vara vita.